# ジョゼフ・J・クラーク
“ジョッコー”ジョゼフ・ジェームズ・クラーク（ "Jocko" Joseph James Clark, 1893年11月12日 - 1971年7月13日）は、アメリカ合衆国の海軍軍人、最終階級は大将。
インディアン部族チェロキーの出自であり、インディアンを含めたいわゆるネイティブ・アメリカンとして初めて海軍兵学校（アナポリス）を卒業した人物である。航空の道を進み、第二次世界大戦においては空母任務部隊を指揮して日本軍と対決した。大戦後の朝鮮戦争では中将に昇進し、第7艦隊を指揮した。「ピート」マーク・ミッチャー（アナポリス1910年組）から最も信頼を寄せられた任務部隊司令官であり、クラークもミッチャーに心酔した。また、上官に対して「言いたいことははっきり言う」性格の持ち主でもあり、第二次大戦中はその性格が吉と出て、ミッチャーに空母任務部隊司令官というポジションを与える遠因を作った。

## 生涯

### 前半生
「ジョッコー」こと、ジョゼフ・ジェームズ・クラークは1893年11月12日、オクラホマ州プライヤー・クリークに、父ウィリアム・A・クラークと母リリー・ベリー・クラークあるいはメアリー・ポリウォード・クラークの間に生まれる。チェロキー・ネイションの出であるウィリアムはサリナの孤児院で教育を受けた人物であり、母は産後に亡くなった。クラークは成長するとヴィニタのウィリー・ハンセル・カレッジ、オクラホマ州立大学の前身であるオクラホマ農工大学を経て1913年にアナポリスに入学する。ところが、最終学年に達したところでアメリカが第一次世界大戦に参戦したため卒業が1年早められ、1917年に卒業。本来の卒業年次から「アナポリス1918年組」と呼称されたこの世代からは、クラークと同様に空母と縁を持ったトーマス・スプレイグとクリフトン・スプレイグ、ウィリアム・ハルゼー（アナポリス1904年組）の初期の参謀長マイルズ・ブローニング、大西洋艦隊司令長官や大西洋連合軍最高司令官を務めたジェラルド・ライト、そしてアメリカ海軍史上最年少の海軍作戦部長であるフォレスト・シャーマンらがいる。ニックネームの「ジョッコー」は、このアナポリス時代に命名された。
卒業後、クラークは士官候補生として装甲巡洋艦「ノースカロライナ」 (USS North Carolina, ACR-12) 乗組みとなり、大西洋を渡る輸送船団の護衛にあたる。駆逐艦「アーロン・ワード」 (USS Aaron Ward, DD-132) 、「オーリック」 (USS Aulick, DD-258) および「ブルックス」 (USS Brooks, DD-232) 配属として救援活動などの任務のため近東方面を行動し、大戦終結後はアメリカに戻って1923年から1924年の間はアナポリスで講師を務めた。

### 航空を志す
やがてクラークは航空を志願し、フロリダ州ペンサコーラの海軍飛行学校での講習を経て1925年3月にパイロット免許を取得する。間もなく戦闘艦隊航空戦隊に配属され、第1多目的部隊や戦艦「ミシシッピ」 (USS Mississippi, BB-41) の航空士官、第3戦艦群司令付航空技術アドバイザーを務める。1931年から1932年の間は空母「レキシントン」 (USS Lexington, CV-2) 所属の2-B戦闘機隊隊長となり、「レキシントン」では1936年から1937年にかけても航空士官として所属していた。水上勤務以外でもワシントンD.C.アナコスティアの海軍航空基地副長をはじめとして、海軍省航空点検調査委員会メンバー、1938年から1939年にかけての真珠湾の第2哨戒航空隊副長、1940年から1941年にかけてのフロリダ州ジャクソンビル海軍航空基地副長と、とにかく航空一本の勤務を水上に陸上にと歴任。1940年にはニューヨーク州バッファローのカーチス・ライト社で監督官を務めた。
なお、クラークの伝記を著した歴史家クラーク・G・レイノルズによれば、クラークは戦間期に胃潰瘍を患って軽い食事しかとれなくなり、また事故の古傷で足を引きずるようになった、としている。

### 初代「ヨークタウン」
1941年5月、クラークは空母「ヨークタウン」 (USS Yorktown, CV-5) の副長に就任し、このポジションで真珠湾攻撃を迎える。「ヨークタウン」副長として1942年2月のマーシャル・ギルバート諸島機動空襲、3月10日のラエ・サラモアへの空襲、5月8日の珊瑚海海戦を戦ったクラークは、6月5日のミッドウェー海戦を迎える。海戦では、真珠湾以来無敵を誇っていた南雲忠一中将率いる第一航空艦隊の空母4隻を撃沈して戦局のターニング・ポイントとなったが、クラークが乗る「ヨークタウン」は南雲艦隊の「飛龍」から飛来した友永丈市大尉の攻撃隊によって航行不能に陥り、やがて伊号第一六八潜水艦（伊168）からの雷撃によってついに沈没した。
「ヨークタウン」の艦長はエリオット・バックマスター大佐（アナポリス1908年組）であり、第17任務部隊司令官フランク・J・フレッチャー少将（アナポリス1906年組）の旗艦でもあった。しかし、艦長のバックマスターと副長のクラークとの間は嫌悪しかなかった。1937年以降航空と関わり始めたバックマスターに対し、上述のようにクラークは早い段階からのパイロットであった。「ヨークタウン」の所属パイロットは、バックマスターの意見を無視してクラークの意見を重んじた。このような傾向は「ヨークタウン」に限らず、パイロットやパイロットあがりの士官はペンサコーラの飛行学校で航空を少々かじった程度の士官を「キーウィ」などと呼んで見下す傾向があった。航空出身者は、ジョン・ヘンリー・タワーズ（アナポリス1906年組）のような生粋のパイロットの純血種こそが、航空に関わる全ての事案を指揮すべきだとも考えていた。クラークはまた、フレッチャーともそりがあわなかった。フレッチャーは空襲計画をバックマスターに示してからクラークにまわしていたのだが、これもクラークにとっては気に入らなかった。クラークはとどめとしてフレッチャーとバックマスターを「消極的」として批判キャンペーンを繰り広げ、ついにはマスコミや海軍作戦部長兼合衆国艦隊司令長官アーネスト・キング大将（アナポリス1901年組）の前でも同じことをやった。バックマスターはその後表舞台に立つことはなく、フレッチャーも第二次ソロモン海戦を経て大戦後半からはアリューシャンで過ごさざるを得なかった。

### 二代「ヨークタウン」
ミッドウェー海戦ののち、クラークは大佐に昇進して9月24日に護衛空母「スワニー」 (USS Suwannee, CVE-27) の初代艦長となり、トーチ作戦をはじめとする北アフリカ戦線で活躍。1943年4月4日からは先代の艦名を襲名したエセックス級航空母艦の「ヨークタウン」 (USS Yorktown, CV-10) 艦長となって4月15日から行動を開始する。「ヨークタウン」をはじめとする新鋭空母は慣熟訓練ののち、新編成の空母任務部隊に配属されていく。太平洋艦隊司令長官チェスター・ニミッツ大将（アナポリス1905年組）は8月5日と6日に、新鋭空母を中心とする第5艦隊司令長官にレイモンド・スプルーアンス中将（アナポリス1907年組）、空母任務部隊司令官にチャールズ・A・パウナル少将（アナポリス1910年組）を充てることを公表。パウナルはニミッツから航空の「経験の深い」人物として評価され、クラークの「ヨークタウン」を旗艦としたが、やがてクラークはパウナルのやり方に噛み付くこととなった。
パウナルの空母任務部隊は1943年9月初頭の南鳥島攻撃を皮切りに12月にいたるまでの間、ギルバート諸島、ウェーク島およびクェゼリン環礁を攻撃して一定の戦果を挙げ、また空母任務部隊の運用方法に関するノウハウも積み上げていったが、この間、クラークはパウナルが採った行動に対して不満しか抱かなかった。以下はその一例である。
- 南鳥島攻撃の際、対空砲火で撃墜された機のクルーが漂流しているとの報告を受けたクラークは、パウナルにその救助を進言するも、パウナルは一定の捜索を終えると潜水艦に捜索任務を丸投げし、攻撃隊の収容を全て終えて即座に南鳥島近海から離れた。
- パウナルは操艦や艦隊運動に口やかましく、また計画針路は断固として修正させなかった。それがために事故を起こしかけた艦があった。
- パウナルは空母任務部隊の指揮を引き受けたことを後悔する発言を繰り返した。
- タラワ攻撃最終日、パウナルは自分が戦死した際の覚書を、以前からの不文律があるにもかかわらず作成させた。
- クェゼリン攻撃で、第一撃をかけて攻撃隊を収容し終わるや否や、パウナルは「部隊を敵の真っ只中にとどめておくのは危険」とばかりにさっさと東方へ引き上げさせた。しかし、攻撃隊の報告ではロイ＝ナムル島の航空基地に無傷の日本機がいることを確認していた。

クラークは不満組の代表として、一連の不満をパウナル自身やスプルーアンス以外に対して片っ端から訴えに出た。具体的には、不満の届け先はタワーズ、ニミッツ、キング、そしてフランクリン・ルーズベルト大統領であった。クェゼリン攻撃での事項に関してはタワーズも不満を感じており、ニミッツにパウナルを更迭してはどうかと進言していた。やがてニミッツ、タワーズ、太平洋艦隊参謀長「ソック」チャールズ・マックモリス少将（アナポリス1912年組）、そしてクラークの同期で、当時は太平洋艦隊航空参謀のシャーマンによる四者会談を経て、スプルーアンスやウィリス・A・リー少将（アナポリス1908年組）らの擁護論は顧みられることなくパウナルの更迭と、後任にミッチャーを充てることが決定した。しかし、クラークが槍玉に挙げたパウナルの行為のうち、潜水艦によるパイロット救助任務は以降の作戦で欠かせないものとなり、海軍の作戦はもとよりアメリカ陸軍航空軍にも適用され、例えば日本本土空襲を行うB-29も、その恩恵にあずかった。そもそも、パウナルの後任ミッチャーが、この任務をスタンダードにしていった。そういったパウナルの功績は無視され、パウナルは後方の任務に移って行った。パウナル更迭運動を主導して「航空玄人」ミッチャーを空母任務部隊司令官に就任させるきっかけを作ったクラークは1944年2月10日付で少将に昇進し、「ヨークタウン」を退艦した。

### 空母任務群司令官
少将となり3月15日付で第13空母任務群司令官となったクラークは、同期のブローニングが艦長の空母「ホーネット」 (USS Hornet, CV-12) を旗艦としたが、初めは前線司令官の枠が埋まっていて前線への出動がかなわなかった。しかし、任務群の一つを指揮していたサミュエル・P・ギンダー少将がミッチャーに気に入られず更迭され、クラークはギンダーのポジションを継承する形で前線に出動することとなった。司令官としてのクラークの初陣はホーランジアの戦い支援であり、次いでマリアナ・パラオ諸島の戦いに加わる。第58.1任務群を率いたクラークは第58.4任務群を率いるW・K・ハリル少将とともに、サイパンの戦いに先んじて小笠原諸島を爆撃したが、小沢治三郎中将率いる第一機動艦隊のマリアナ諸島への接近により引き返し、6月19日から20日にかけてのマリアナ沖海戦に参加した。海戦後は6月下旬から8月にかけてスカベンジャー作戦を含む再度の小笠原攻撃を行う。一連の小笠原攻撃でクラークが良い評価を得たのとは対照的に煮え切らない戦いを行ったハリルは解任され、海戦後の小笠原攻撃での第58.4任務群司令官はラバウル空襲の経験者であるアルフレッド・E・モントゴメリー少将（アナポリス1912年組）に差し替えられた。また、小笠原諸島に対する頻繁な攻撃は、クラークの下で戦った乗組員やパイロットから「ジョッコー島開発公社」 (Jocko Jima Development Corporation) と命名された。
8月下旬、第5艦隊はハルゼーの第3艦隊と交替してスプルーアンス以下第5艦隊司令部は休養に入ることとなった。ただし、ミッチャーは交代予定者のジョン・S・マケイン・シニア少将（アナポリス1906年組）の技量が十分ではなかったため、マケインに一個任務群を与えて経験を積ませることとなり、ミッチャーは当面ハルゼーの下で第38任務部隊を指揮することとなった。しかし、この決定が不満でマケインも「キーウィ」だったためなのかは定かではないが、クラークは第38任務部隊の指揮下で戦うことは断り、ミッチャーの了承を得て休養に入った。この間にレイテ沖海戦が起こってクラークは大海戦に加わる機会を逸した。下って1945年1月に第38任務部隊がグラティテュード作戦を終えてウルシー環礁に帰投したあと艦隊司令部の交代が行われ、休養のミッチャーが前線に戻ってきたことに応えてクラークも第58任務部隊に復帰。1942年4月18日のドーリットル空襲以来となる日本本土攻撃（ジャンボリー作戦）や硫黄島の戦い、沖縄戦を戦った。1945年5月27日に三度第5艦隊と第3艦隊の交代が行われ、任務部隊がレイテ島サンペドロ湾に帰投したのちクラークは任務部隊を離れてアメリカ本国に戻った。なお、帰投途中にヴァイパー台風に見舞われ、1944年12月のコブラ台風の時のような沈没艦は出なかったものの、クラークの第38.1任務群の艦艇に大きな損害が出た。クラークは、レイテ湾の戦艦「ニューメキシコ」 (USS New Mexico, BB-40) で6月15日に開かれた査問委員会に、ハルゼー、マケインらとともに出頭した。

### 戦後
帰国したクラークは1945年6月からテキサス州コーパスクリスティの海軍航空中級課程部隊司令官となる。大戦終結後の1946年9月には海軍作戦部のメンバーに選ばれ、航空担当次長となる。1948年11月からは第4空母群と第3空母群の司令官を兼ね、空母「フィリピン・シー」 (USS Philippine Sea, CV-47) を旗艦とした。1950年8月から1951年10月までの間は第11および第12海軍区の基地航空部隊司令官を務めた。この間、朝鮮半島において朝鮮戦争が勃発し、クラークは海軍作戦部長となっていたシャーマンや、太平洋艦隊司令長官アーサー・W・ラドフォード大将（アナポリス1916年組）などとの打ち合わせのため奔走。1951年10月3日からはラドフォードによって第77任務部隊司令官に任命され、空母「ボノム・リシャール」 (USS Bon Homme Richard, CV-31) に将旗を翻した。
1952年3月7日、クラークは中将に昇進して第1艦隊司令長官となって、引き続き「ボノム・リシャール」を旗艦とした。次いで5月20日からは第7艦隊司令長官となり、クラークは225隻の艦艇と7万名を超す乗組員を擁する大艦隊のトップに立った。クラークが第7艦隊司令長官に就いたころには朝鮮戦争は幾度となく停戦が模索されて目立った戦闘は行われていなかったものの、第8軍司令官マクスウェル・テイラー陸軍中将との間で支援計画の打ち合わせが行われた。しかし、打ち合わせから間もない1953年7月27日に板門店で休戦協定が締結され、戦争は休戦状態となった。1953年12月1日、クラークは第7艦隊司令長官の職を最後に、大将に名誉昇進の上退役した。
退役後、クラークは企業幹部などを歴任。1971年7月13日、クラークはニューヨーク・クイーンズ区セント・オールバンズの海軍病院において、77歳で亡くなった。クラークはアーリントン国立墓地に埋葬されている。

## 受賞歴と略綬、栄誉
| 海軍十字章                           |
| 海軍殊勲章                           |
| シルバースター                       |
| レジオン・オブ・メリット / V徽章     |
| 海軍統合任務褒章 / V徽章             |
| 陸軍統合任務褒章                     |
| アメリカ防衛従軍記章                 |
| アジア太平洋戦役従軍章               |
| ヨーロッパ・アフリカ・中東戦線従軍章 |
| 第一次世界大戦戦勝記念章             |
| 第二次世界大戦戦勝記念章             |
| 海軍職務従事メダル                   |
| 国土防衛従軍章                       |
| 朝鮮戦争従軍章                       |
| 国際連合従軍章                       |

軍事面以外では、1952年にオクラホマ州殿堂入りを果たし、チェロキーとスー族から名誉チーフに推戴された。1969年には、全米飛行家協会から航空界の長老になっていたクラークに対して名誉称号が授けられた。
オリバー・ハザード・ペリー級ミサイルフリゲートの5番艦「クラーク」 (USS Clark, FFG-11) は、クラークを記念して命名された。